# Perimetria

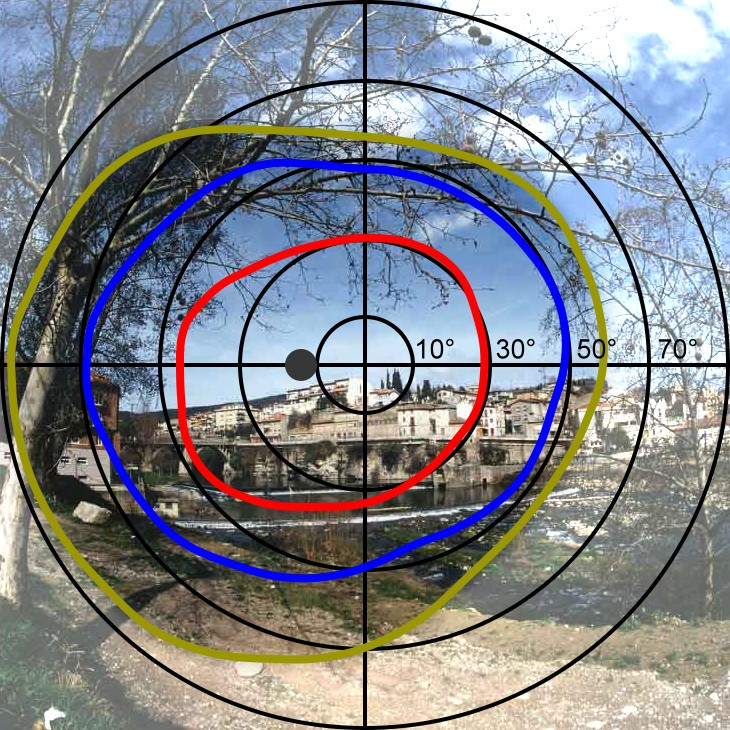
Campo visivo dell'occhio umano sinistro: le curve rosse/blu includono aree dove la retina è sensibile a questi colori. La curva giallo scura include l'intero campo visivo. I cerchi scuri rappresentano punti ciechi.

La perimetria standard (conosciuta anche come campimetria) è una metodica diagnostica che consente di testare in modo sistematico il campo visivo. L'esame misura la differente sensibilità alla luce nel campo visivo attraverso il rilevamento della presenza di "bersagli test" su uno sfondo definito. La perimetria più precisamente mappa e quantifica il campo visivo, soprattutto agli estremi ed alla periferia del campo visivo stesso. Il nome della procedura deriva proprio da questa specificità nel testare il perimetro del campo visivo.
L'esame comparativo del campo visivo può essere eseguito clinicamente chiedendo al paziente di mantenere lo sguardo fisso (in genere verso il naso dell'esaminatore) e presentando oggetti in vari punti all'interno del campo visivo di esaminatore e paziente.

## Storia
Ippocrate (V secolo a.C.) descrisse un'emianopsia e Ptolemio, nel 150 a.C., definì l'estensione del campo visivo e ne descrisse la forma come grossolanamente circolare. 
Galeno, circa trent'anni dopo, cercò senza successo di registrare il campo visivo. È necessario attendere il XVII secolo ed Ulmus per avere la prima e concreta illustrazione del campo visivo. Solo nel 1800 Thomas Young ne definisce le dimensioni e l'estensione temporale, nasale e supero-inferiore. L'oculista tedesco Albrecht von Graefe è in genere considerato il primo studioso ad utilizzare la perimetria nella clinica, mentre Jannik Petersen Bjerrum, oftalmologo danese ha il grande merito di contribuire alla sua diffusione in larga scala, grazie alla invenzione di uno schermo tangente di 2 metri.

## Utilizzi
La perimetria automatizzata è ampiamente utilizzata nella pratica oftalmica per fare diagnosi di malattia (principalmente come esame di screening per la diagnosi di patologie riguardanti il nervo ottico (glaucoma, emianopsie), nella valutazione dello stato di salute dei lavoratori, in screening scolastici o di specifiche comunità, nella valutazione dei componenti delle forze armate, nella valutazione di disabilità da parte delle commissioni di invalidità.

## Tipi di perimetria

### Schermo Tangente
La forma più semplice di perimetria utilizza uno schermo tangente bianco. La capacità visiva è testata con la presentazione di punti (mire) di dimensioni diverse collegati ad una bacchetta nera, che può essere spostata, contro uno sfondo nero.
Questo test di stimolo (mire) può essere bianco o colorato.

### Perimetro di Goldmann

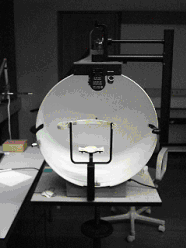
Perimetro Goldmann

Il perimetro Goldmann è una calotta sferica bianca posizionata ad una determinata distanza davanti al paziente. Un esaminatore presenta al paziente una luce test di dimensioni e di intensità variabile. La luce può muoversi verso il centro dal perimetro (perimetria cinetica), o può rimanere in una determinata posizione (perimetria statica). Il metodo di Goldmann è in grado di testare l'intera gamma della visione periferica, ed è stato utilizzato per anni per seguire i cambiamenti di visione nei pazienti affetti da glaucoma. Tuttavia, al giorno d'oggi, l'esame è stato soppiantato dalla perimetria automatizzata.

### Perimetria automatizzata
La perimetria automatizzata utilizza uno stimolo cellulare mosso da una macchina da perimetria. Il paziente indica se avvista la luce premendo un pulsante. L'uso di uno sfondo bianco e le luci di luminosità crescente fanno sì che questa perimetria sia anche definita "bianco su bianco". Questo tipo di perimetria è quella più comunemente utilizzata nella pratica clinica e in studi di ricerca in cui deve essere misurata la perdita del campo visivo. Tuttavia, la sensibilità della perimetria bianco su nero è piuttosto bassa, e la variabilità è relativamente alta. Secondo alcuni studi è possibile che circa il 25-50 % di cellule fotosensibili gangliari della retina  venga perso prima che si riscontrino alterazioni dell'acuità del campo visivo.

### Microperimetro
Il microperimetro valuta la funzione maculare in modo informatizzato. In alcuni studi sperimentali è stato riscontrato un significativo miglioramento dell'acuità visiva, del comportamento di fissazione della sensibilità della retina e della velocità di lettura trattando la degenerazione maculare senile o la degenerazione maculare miopica con un trattamento di biofeedback ricorrendo ad un microperimetro MP-1.

## Modalità di presentazione dello stimolo

### Perimetria statica
La perimetria statica testa diverse zone dell'intero campo visivo una alla volta. In un primo momento, una luce fioca viene presentata al paziente in una posizione particolare. Se il paziente non vede la luce, questa viene aumentata in intensità fino a quando non è percepita. La luminosità minima richiesta per poter rilevare uno stimolo luminoso è definita livello di sensibilità "soglia" per quella specifica posizione.
Questa procedura viene poi ripetuta in diversi altri punti, finché non viene testato l'intero campo visivo.
Il livello di sensibilità soglia durante la perimetria statica è generalmente testato avvalendosi di strumenti automatizzati. 
Questo tipo di perimetria è in genere utilizzata con finalità di screening rapido e follow up di malattie che comportano deficit quali scotomi, perdita della visione periferica e perdita della visione centrale e nitida. Il test della perimetria è importante nello screening, nella diagnosi e nel monitoraggio di vari disturbi dell'occhio, della retina, del nervo ottico e del cervello.

### Perimetria cinetica
La perimetria cinetica utilizza uno stimolo cellulare mosso da un esaminatore (il perimetrista).
È ciò che accade, ad esempio, nella perimetria cinetica di Goldmann. Nella fase iniziale del test viene utilizzata una sola luce di prova di dimensione e luminosità costante. La lampada di prova viene spostata a partire dalla periferia verso le zone centrali della visione finché non viene rilevata dal paziente.
Questa manovra viene ripetuta avvicinandosi al centro della visione da diverse direzioni.
Ripetendo più volte questa manovra si riuscirà a stabilire un limite di visione per quel target. La procedura viene ripetuta utilizzando diverse luci test di dimensioni maggiori oppure più luminose rispetto alla luce di prova testata inizialmente.
In questo modo la perimetria cinetica si rivela molto utile nella mappatura dei confini di sensibilità del campo visivo. Questo test può essere inoltre una buona alternativa per i pazienti che hanno difficoltà con la perimetria automatizzata, ad esempio perché impossibilitati a mantenere costante lo sguardo, oppure perché presentano un deterioramento cognitivo.

## Associazione di perimetria ed altre tecniche
Secondo studi recenti la combinazione di misurazioni del disco ottico (effettuata tramite tecniche quali la scansione del disco ottico con tomografi ottici coerenti - OCT, oppure laser polarimetria con compensazione corneale variabile - GDX VCC) e di dati rilevati tramite la valutazione del campo visivo (VF) tramite perimetria, consentirebbe una più corretta interpretazione del danno glaucomatoso.